# Mother Goose Club
Mother Goose Club es un programa multimedia de streaming adquirido por la compañía británica Sockeye Media LLC. Mother Goose Club se especializa en videos de animación 3D de rimas infantiles tradicionales y sus propias canciones infantiles originales. En YouTube es el segundo canal con más suscriptores y vistas con más de 133 millones de suscripciones y 126 mil millones de visualizaciones solo por detrás de T-Series.[cita requerida]

## Historia
El 1 de julio de 2009, Mother Goose Club fue creado en YouTube para proporcionar a los espectadores educación gratuita. El canal subió dos versiones de la canción del alfabeto a YouTube en su primer día. Se subió su tercer video nueve meses más tarde, titulado "Learning ABC Alphabet – Letter "K" — Kangaroo Game". La mayoría de los videos en el canal enseñaban el alfabeto con una duración habitual de entre uno y dos minutos.[cita requerida]

## Recepción y premios
En el año 2013, Mother Goose Club modificó su introducción y logotipo. El nuevo logotipo mostraba un televisor con una mariquita en la esquina superior izquierda de la pantalla. El canal comenzó a remasterizar videos antiguos seguidos de una transición de videos alfabéticos a rimas infantiles, con contenido de mayor duración. En pocos años, el canal introdujo la animación 3D, y su primer personaje en 3D fue utilizado en Twinkle Twinkle Little Star el 8 de abril de 2016. El video mostraba a una estrella voladora en 3D guiando personajes en 2D a través del cielo. Hacia finales de 2016, los vídeos con animación 3D se volvieron más frecuentes y de mayor duración, y algunos de ellos usaban tecnología de captura de movimiento. La animación y la producción musical continuaron modernizándose, y se formó un elenco recurrente de personajes, con Eep the Mouse, Mary Quite Contrary, Jack B. Nimble, Teddy Bear, Baa Baa Sheep, Little Bo Peep y muchos otros.[cita requerida]
| Año  | Premio                    | Categoría                                     | Nominado                                                       | Resultado | Ref.  |
| ---- | ------------------------- | --------------------------------------------- | -------------------------------------------------------------- | --------- | ----- |
| 2012 | 26th Midsouth Emmy Awards | Best Set Design                               | Mother Goose Club                                              |           | [ 3 ] |
| 2012 | 26th Midsouth Emmy Awards | Best Informational/Instructional Program      | Mother Goose Club episode "One, Two, Buckle My Shoe"           |           | [ 3 ] |
| 2012 | 26th Midsouth Emmy Awards | Best Director/Program                         | John Hussey for Mother Goose Club                              |           | [ 3 ] |
| 2014 | 28th Midsouth Emmy Awards | Best Interstitials                            | Mother Goose Club episode "The Bunny Hop"                      |           | [ 4 ] |
| 2016 | 30th Midsouth Emmy Awards | Best Children's Program                       | Mother Goose Club                                              |           | [ 5 ] |
| 2018 | 32nd Midsouth Emmy Awards | Best Director/Short Form                      | John Hussey for Mother Goose Club episode "A Day At The Beach" |           | [ 6 ] |
| 2019 | 33rd Midsouth Emmy Awards | Best Informational/Instructional Series       | Mother Goose Club                                              |           | [ 6 ] |
| 2019 | 33rd Midsouth Emmy Awards | Best Interstitials                            | Mother Goose Club                                              |           | [ 6 ] |
| 2019 | 2019 Telly Awards         | Online General-Education (Silver Winner)      | Mother Goose Club episode "The Alphabet Hip-Hop"               |           | [ 7 ] |
| 2019 | 2019 Telly Awards         | Online Craft-Use of Animation (Silver Winner) | Mother Goose Club episode "ABC Dance With Me"                  |           | [ 8 ] |